# Kleinkopbamboevleermuis
De kleinkopbamboevleermuis (Tylonycterys pachypus) is een vleermuis uit het geslacht Tylonycteris die voorkomt van India en Zuid-China tot de Filipijnen en Bali. Het is een zeer kleine vleermuis met een zeer sterk afgeplatte schedel en karakteristieke knobbels op de handen en voeten. De rug is grijsbruin, de onderkant en het hoofd zijn goudkleurig of geelbruin. De oren, membranen en bek zijn donkerbruin. Voor Vietnamese exemplaren bedraagt de kop-romplengte 37 tot 46 mm, de staartlengte 23,0 tot 34,0 mm, de voorarmlengte 25,4 tot 27,4 mm, de oorlengte 6,2 tot 11,7 mm en het gewicht 2,6 tot 4,6 g. In de Filipijnen is deze soort gevonden op de eilanden Calauit, Culion, Luzon en Palawan in gebieden waar bamboe voorkomt.

## Synoniemen
De Tylonycteris pachypus is onder de volgende synoniemen bekend:
- Scotophilus fulvidus Blyth, 1850
- Tylonycteris aurex Thomas, 1915
- Tylonycteris pachypus ssp. fulvida (Blyth, 1850)
- Tylonycteris rubidus Thomas, 1915
- Vespertilio pachypus Temminck, 1840